# William Ayrton (Dirigent)
William Ayrton (* 24. Februar 1777 in London; † 8. März 1858 ebenda) war ein englischer Musikkritiker und Operndirigent.

## Leben und Werk
William Ayrton machte sich als Operndirigent am königlichen Theater verdient um die Aufführungen der Opern von Wolfgang Amadeus Mozart.
Von 1823 bis 1833 gab er zusammen mit dem Drucker William Clowes die monatlich erscheinende, international bedeutende Musikzeitung Harmonicon heraus. Er schrieb über Johann Bernhard Logiers System of Musical Education und redigierte Sammelwerke praktischer Musik wie Knight's Musical Library (acht Bände, 1834 bis 1837) und Sacred Ministrelsy (zwei Bände, 1835).
Sein Vater Edmund Ayrton (1734–1808) war langjähriger Chormeister des Knabenchors der königlichen Vokalkapelle und schrieb einige Kirchenmusikwerke.